# Неканен приятел
„Неканен приятел“ е съветски игрален филм от 1980 г. Последната филмова роля на Олег Дал.

## Сюжет
Във филма се разказва за сложните взаимоотношения между двама химици. Виктор Свиридов пристига от провинцията, където работи като инженер в един от заводите, в столичния институт, за да защити свой проект, свързан с неотложен научен проблем. Но без подкрепата на дългогодишния си приятел Алексей Греков той няма шанс: повечето от членовете на академичния съвет са против неговия проект и самия него. Но Греков също е принуден да избира между научната кариера на жена си и задълженията към приятел.

## Снимачен екип

### Създатели
- Режисьор – Леонид Марягин
- Сценаристи:
  - Дмитрий Василиу
  - Леонид Марягин
- Оператор – Юрий Авдеев
- Сценограф – Феликс Ясюкевич
- Композитор – Ян Френкел
- Звукорежисьор – Андрей Греч
- Редактор – Г. Авдеева
- Консултант – Борис Ягодин
- Режисьор на картината – Михаил Воловик

### В ролите
- Олег Дал като Виктор Свиридов, химик
- Ирина Алфьорова – Кира
- Олег Табаков – Алексей Греков, химик, приятел на Виктор
- Наталия Белохвостикова като Нина, съпругата на Алексей
- Всеволод Ларионов – Бодров, химик, професор
- Анатолий Ромашин – Юрий Первак, химик
- Алефтина Евдокимова в ролята на Людмила, съпругата на Первак
- Всеволод Санаев’ – Владимир Абдулаевич Шлепянов
- Иван Рижов като Пьотр Кузмич Петухов, съквартирант на Виктор в хотелска стая
- Екатерина Василиева – Вера, лаборант
- Елена Майорова – лаборант (нерегистрирана)
- Сергей Газаров – ръководител на лабораторията
- Владимир Ширяев на гости у Грекови
- Юрий Катин-Ярцев в ролята на професор Веденеев
- Юрий Сагианц – съквартирант на Виктор
- Наталия Гундарева в ролята на Анна, бившата съпруга на Виктор
- Ярослав Лисоволик като Саша, син на Виктор и Анна